# 北米ボクシング連盟
北米ボクシング連盟 (North American Boxing Federation ) は、世界ボクシング評議会 (WBC) 傘下の北米地区の地域王座認定団体。略称はNABF。本部はアメリカのコロラド州ボールダー。加盟コミッションは
アメリカ内のコロラド州、ハワイ州、カリフォルニア州ほか。アメリカ以外の国ではカナダ、メキシコ、プエルトリコ。
あらゆる世界のボクシング団体に先駆けてジュニア王座を2010年代前半に創設。

## 概要
世界ボクシング評議会(WBC)と世界ボクシング協会(WBA)が完全に分立した後、WBC内において、WBAに代る北米地域団体として設立された。北米地域のローカル王座の中では最も歴史のあるタイトルで、1969年から王座を認定している。かつて、モハメド・アリがベトナム戦争への徴兵拒否による3年のブランクの後に獲得し、ケン・ノートン、ジョー・フレージャーらと激闘を演じた北米ヘビー級王座とは、このNABFのことである。